# Adrienne Wilkinson
Adrienne Marie Wilkinson (Memphis, Misuri; 1 de septiembre de 1977) es una actriz estadounidense.

## Biografía
Adrienne Wilkinson ya apuntaba artísticamente a la edad de dos años, cuando se inició en el mundo de la danza en el colegio.
En secundaria, Adrienne se unió a la compañía de teatro, lo que hizo que directores del casting le consiguieran un papel en dos series de televisión. Entonces fue cuando a Adrienne empezó a gustarle la actuación y, dos días después de su graduación, se mudó a Los Ángeles para hacer realidad su sueño.
Adrienne no solo destaca por su gran talento a la hora de actuar, sino que también es productora. Se estrenó como tal  en el año 2008 con la película Seconds.

## Filmografía
- Return (1996)
- Sweet Valley High (1996)
- Saved by the Bell (1997)
- Chicken Soup for the Soul (2000)
- Xena: la princesa guerrera (2000-2001)
- Undressed (2001)
- Así somos (2002)
- Alpha Force (2002)
- Angel (2003)
- Days of Our Lives (2003)
- Kill.switch (2003) - videojuego
- Scooby-Doo 2: Monsters Unleashed (2004) - videojuego
- EverQuest II (2004) - videojuego
- Pomegranate (2005) - anuncio
- Dead to Rights II (2005) - videojuego
- Eyes (2005)
- ER (2005)
- Charmed (2005)
- Neopets: The Darkest Faerie (2005) - videojuego
- Let's Talk Puberty for Boys (2006) - voz
- Let's Talk Puberty for Girls (2006) - voz
- HBO: The Making of 'The Sopranos: Road to Respect' (2006) - voz
- Yesterday's Dream (2006)
- Going Up! (2006)
- WalkAway (2006)
- Expectation (2006)
- Lakeshore Drive (2006)
- Saints Row (2006) - videojuego
- The Sopranos: Road to Respect (2006) - videojuego
- Bratz 4 Real (2007) - videojuego
- Reflections (2008)
- This Can't Be My Life (2008)
- Command & Conquer 3: La ira de Kane (2008) - videojuego
- Spike TV Segment 1: Play as Darth Vader (2008)
- Spike TV Segment 2: Amped-Up Force Powers (2008)
- Spike TV Segment 4: Wii Version and Duel Mode (2008)
- Spike TV Segment 3: Epic Battles (2008)
- Star Wars: The Force Unleashed (2008) - videojuego
- X-PLay: The Making of the Upcoming Game 'Star Wars: The Force Unleashed' (2008)
- Saints Row 2 (2008) - videojuego
- Alpha Protocol (2010) - videojuego

## Premios
Adrienne Wilkinson ha recibido cuatro premios como mejor actriz por la película de 2008, Reflections.

### Páginas oficiales
- Página oficial de Adrienne Wilkinson
- MySpace de Adrienne Wilkinson

### Otras páginas
- Adrienne Wilkinson Spain - primera página en español
- AWS en myspace
- Fanvids de Adrienne
- Página web de la película Seconds
- Página web de la película Reflections

- Datos: Q377619
- Multimedia: Adrienne Wilkinson / Q377619